# Xerocomellus
Genre
Xerocomellus est un genre de champignons de la famille des Boletaceae.

## Liste des espèces
Selon GBIF (11 décembre 2023) :
- Xerocomellus amylosporus (A.H.Sm.) J.L.Frank & N.Siegel
- Xerocomellus atropurpureus J.L.Frank, N.Siegel & C.F.Schwarz
- Xerocomellus behrii (Harkn.) Castellano, M.E.Sm. & J.L.Frank
- Xerocomellus bolinii J.A.Bolin, A.E.Bessette, A.R.Bessette, L.V.Kudzma, J.L.Frank & A.Farid
- Xerocomellus carmenii Garza-Ocañas, J.García & de la Fuente
- Xerocomellus chrysenteron (Bull.) Šutara
- Xerocomellus cisalpinus (Simonini, H.Ladurner & Peintner) Klofac
- Xerocomellus communis Xue T.Zhu & Zhu L.Yang
- Xerocomellus corneri Xue T.Zhu & Zhu L.Yang
- Xerocomellus diffractus N.Siegel, C.F.Schwarz & J.L.Frank
- Xerocomellus dryophilus (Thiers) N.Siegel, C.F.Schwarz & J.L.Frank
- Xerocomellus fennicus (Harmaja) Šutara
- Xerocomellus fulvus Sarwar, I.Ahmad & Khalid
- Xerocomellus intermedius (A.H.Sm. & Thiers) Svetash., Simonini & Vizzini
- Xerocomellus marekii (Šutara & Skála) Šutara
- Xerocomellus mcmurphyi (Zeller & C.W.Dodge) Castellano, Saylor, M.E.Sm. & J.L.Frank
- Xerocomellus mendocinensis (Thiers) N.Siegel, C.F.Schwarz & J.L.Frank
- Xerocomellus perezmorenoi Ayala-Vasquez & M.Martinez-Reyes, 2023
- Xerocomellus persicolor (H.Engel, Klofac, H.Grünert & R.Grünert) F.Roqué
- Xerocomellus poederi G.Moreno, Heykoop, Esteve-Rav., P.Alvarado & Traba
- Xerocomellus porosporus (Imler ex Watling) Šutara
- Xerocomellus pruinatus (Fr.) Šutara
- Xerocomellus redeuilhii A.F.S.Taylor, U.Eberh., Simonini, Gelardi & Vizzini
- Xerocomellus ripariellus (Redeuilh) Šutara
- Xerocomellus salicicola C.F.Schwarz, N.Siegel & J.L.Frank
- Xerocomellus sarnarii Simonini, Vizzini & U.Eberh.
- Xerocomellus truncatus (Singer, Snell & E.A.Dick) Klofac
- Xerocomellus zelleri (Murrill) Klofac

## Systématique
Le nom correct complet (avec auteur) de ce taxon est Xerocomellus Šutara.